# Cycloxanthops novemdentatus
Cycloxanthops novemdentatus är en kräftdjursart som först beskrevs av William Neale Lockington 1876.  Cycloxanthops novemdentatus ingår i släktet Cycloxanthops och familjen Xanthidae. Inga underarter finns listade i Catalogue of Life.

## Bildgalleri

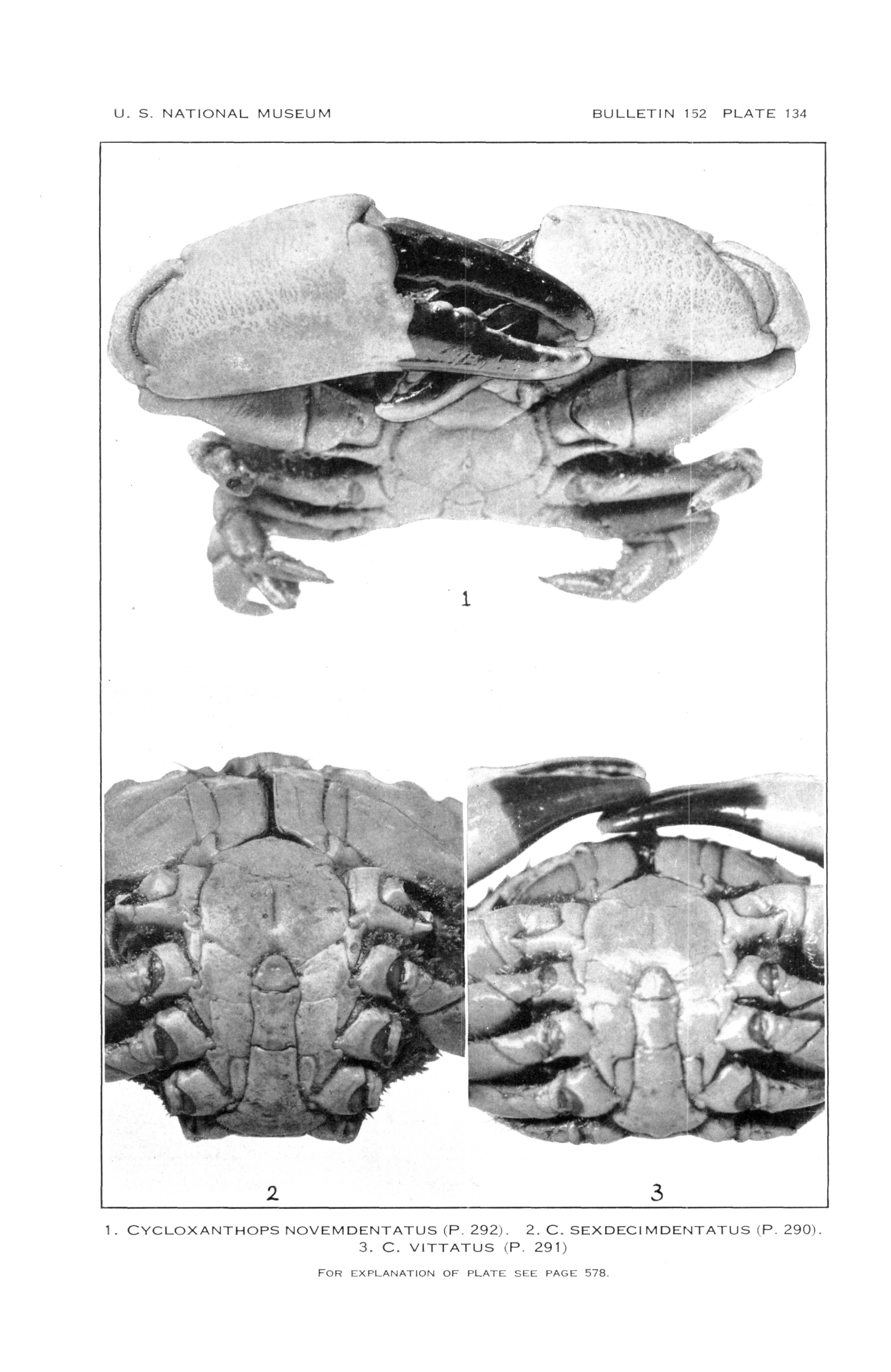